# Francisc Zimmermann
Francisc Zimmermann (ur. w 1900 lub 1904 w Timișoarze, zm. ?) – rumuński piłkarz, dwukrotny reprezentant Rumunii. Uczestnik Igrzysk Olimpijskich w 1924. Przez całą karierę grał w CA Timișoara